# Wichita State University
La Wichita State University (abbreviata in WSU) è una università pubblica con sede a Wichita, nello Stato del Kansas, negli Stati Uniti.

## Storia
È stata fondata come Fairmount College nel 1895. Nel 1926 mutò la denominazione in Municipal University of Wichita, per poi assumere l'attuale nome il 1º luglio 1964.

## Sport
WSU fa parte della NCAA Division I sotto il nome di "Wichita State Shockers".
La squadra di pallacanestro ha vinto il National Invitation Tournament 2011 ed ha disputato le Final Four del Torneo NCAA nel 1965 e nel 2013.